# フィアット G.12
フィアット G.12
- 用途：旅客機、軍用輸送機
- 設計者：ジュゼッペ・ガブリエッリ
- 製造者：フィアット
- 運用者：イタリア空軍
- 初飛行：1940年10月15日
- 生産数：30機
- 運用開始：1941年

フィアット G.12は、第二次世界大戦時のイタリアの輸送機である。

## 設計と開発
全金属製の片持ち式低翼単葉の旅客機であり、機首に1基と両翼のナセルに1基ずつ合計3基の星型エンジンを装備していた。エンジンは3枚ブレードの金属製可変ピッチプロペラを駆動した。降着装置の主車輪はナセルに引き込まれたが、尾輪は固定式であった。
操縦席と客室は完全に密閉されており、乗降は主翼後の左側のドアから行った。
民間旅客機として設計されたが、戦争期間中は主に軍用に使用された。ごく限られた数が製造され、その中の数機は1944年のイタリアの休戦後に製造された。
戦後のイタリアで、最後の3発輸送機であるフィアット G.212へ発展した。

## 派生型
G.12C
3基の770-hp (574-kW) フィアット A.74 RC.42星型エンジンを装備した14人乗りの旅客機。
G.12 Gondar
長距離貨物輸送機。
G.12GA
増設燃料タンクを取り付けた長距離輸送機。3機製造。
G.12RT
ローマ - 東京 間の飛行のための特別長距離飛行モデル。1機のみ製造。
G.12RTbis
1機のみ製造。
G.12T
兵員と貨物用の輸送機。
G.12CA
3基のアルファロメオ 128星型エンジンを装備した18人乗りの民間旅客機。
G.12L
22人乗りの民間旅客機。
G.12LA
3基のアルファロメオ 128 星型エンジンを装備した22人乗りの民間旅客機。
G.12LB
3基の810-hp (604-kW) ブリストル ペガサス48星型エンジンを装備した22人乗りの民間旅客機。
G.12LP
3基の1,065-hp (793-kW) プラット・アンド・ホイットニー R-1830-S1C3-G星型エンジンを装備した22人乗りの民間旅客機。

## 運用

### 軍事運用
ドイツ国
- ドイツ空軍

 ハンガリー王国
- ハンガリー王国空軍

 イタリア王国
- イタリア空軍

## 要目
- 乗員：3名（操縦士2名、無線手1名）
- 搭乗可能乗客数：兵員14名または乗客24名
- 全長：20.16 m (66 ft 2 in)
- 全幅：28.6 m (93 ft 10 in)
- 全高：4.9 m (16 ft 1 in)
- 翼面積：113.5 m² (1221.70 sq ft)
- 空虚重量：8,890 kg (19,599 lb)
- 最大離陸重量：12,800 kg (28,219 lb)
- 最高速度：396 km/h (246 mph) 海面
- 巡航速度：308 km/h (191 mph)
- 巡航高度：8,000 m (26,250 ft)
- 航続距離：1,740 km (1,081 miles)
- エンジン：3 * フィアット A.74 RC.42 14気筒 空冷 星型エンジン 574 kW (800 hp)
- 武装
  - 2 x 7.7 mm ブレダ SAFAT 機関銃